# Jeseník nad Odrou

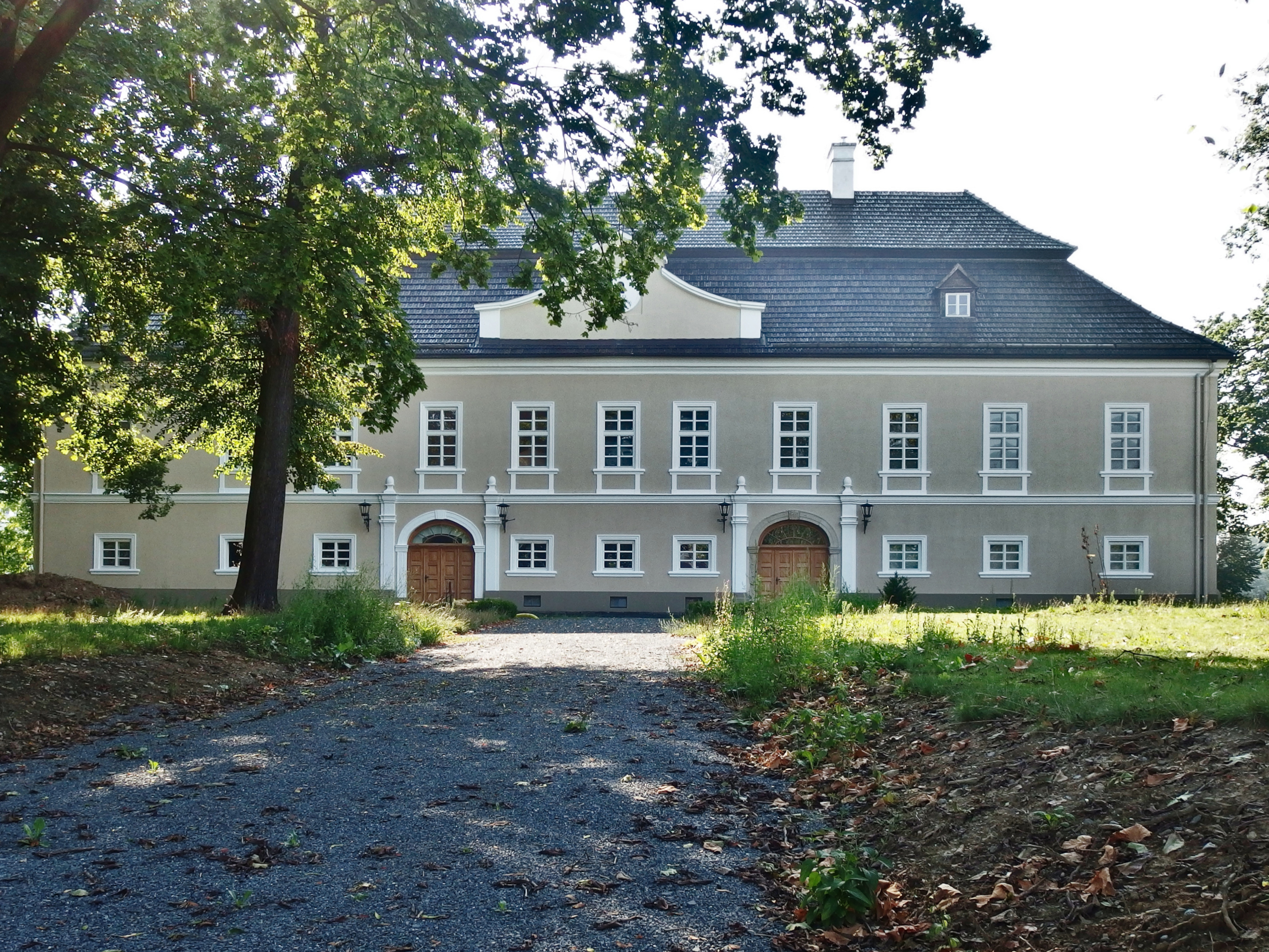
Schloss Jeseník nad Odrou

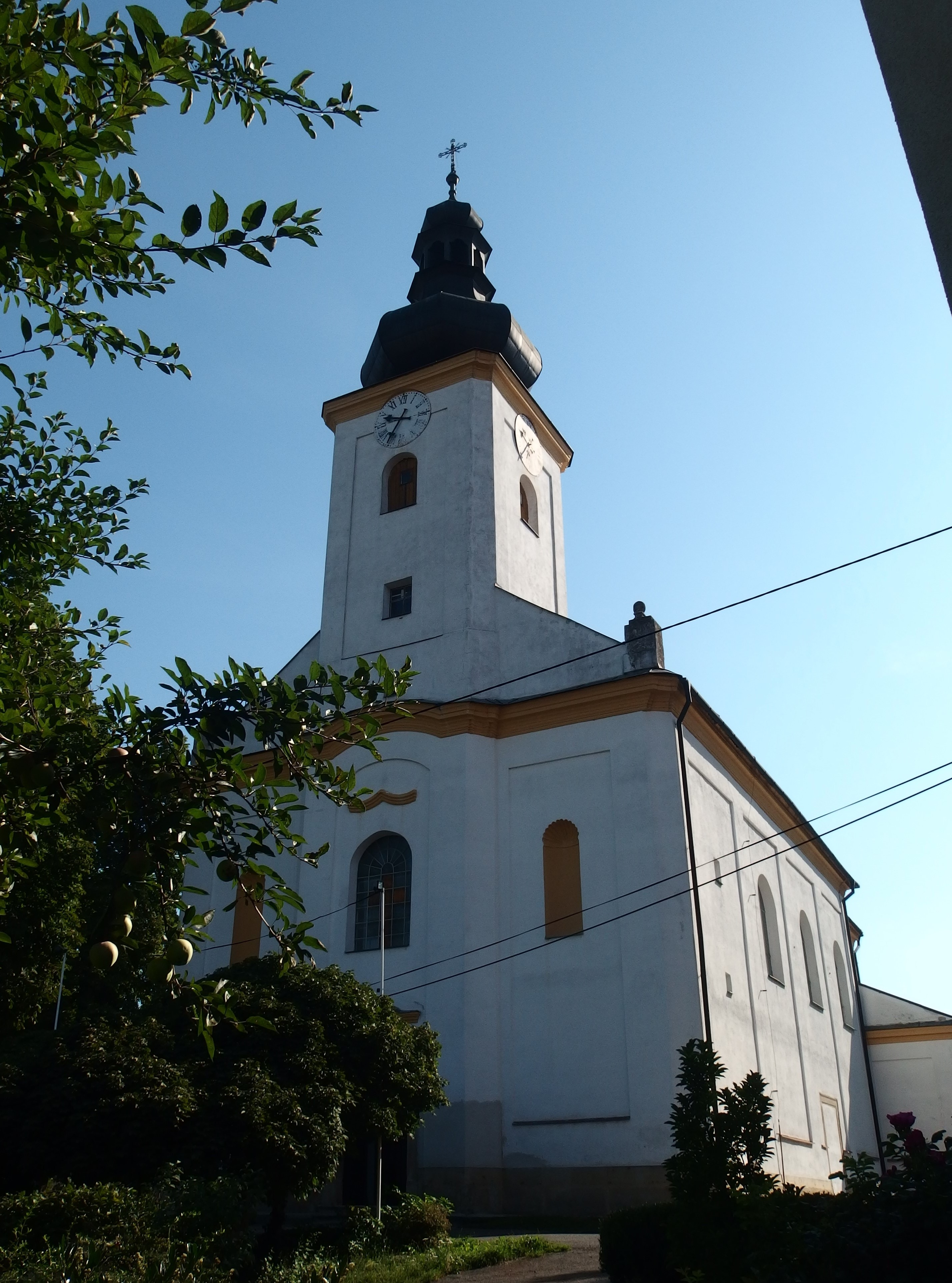
Kirche Mariä Himmelfahrt

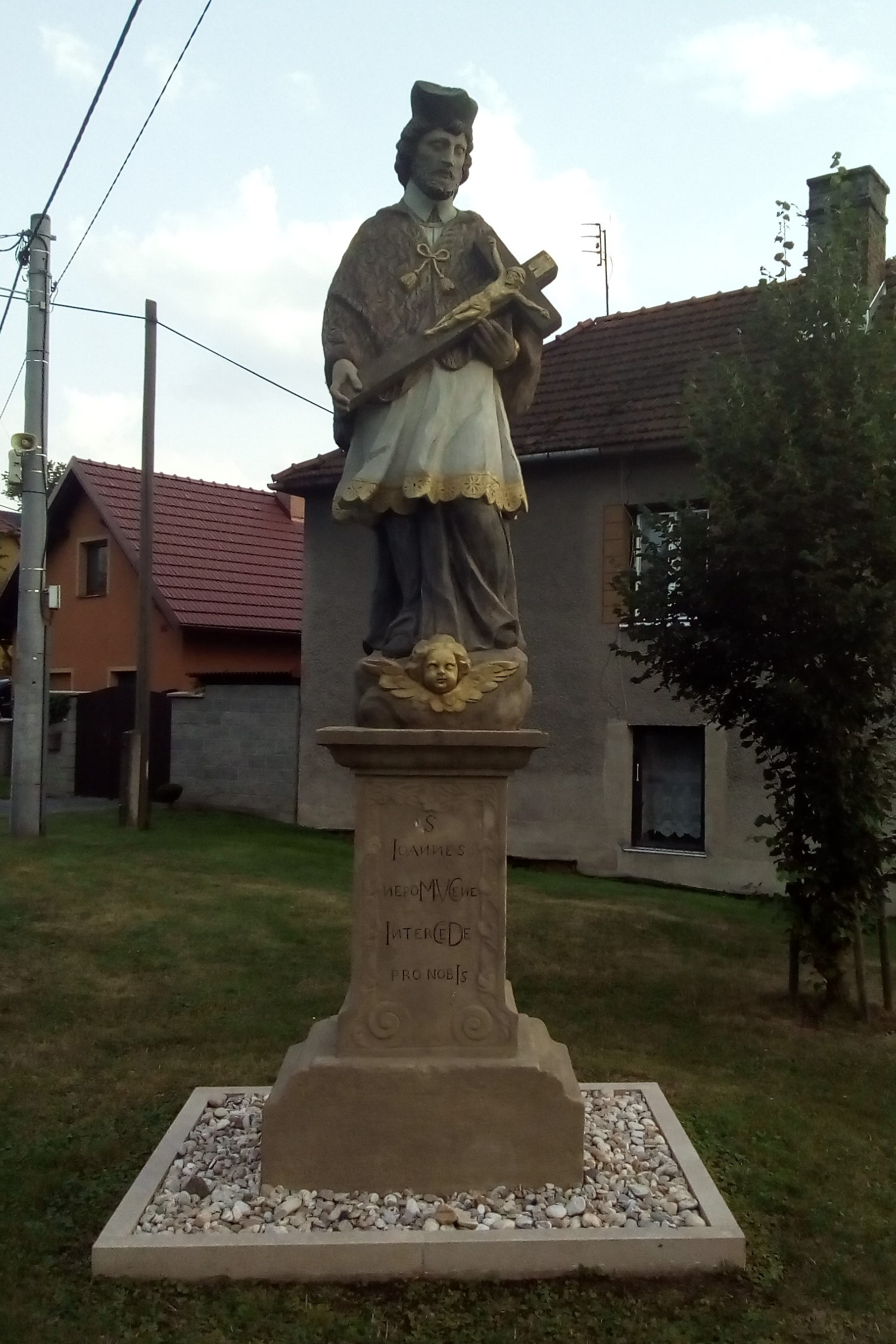
Statue des hl. Johannes von Nepomuk

 Jeseník nad Odrou  (deutsch: Deutsch Jaßnik) ist eine Gemeinde in Tschechien. Sie liegt acht Kilometer westlich von Nový Jičín an der Oder und gehört zum Okres Nový Jičín.

## Geographie
Jeseník nad Odrou befindet sich im Süden der Oderberge im Tal der Oder, die das Kuhländchen durchfließt. Durch die Gemeinde fließt der Bach Luha, der an der nördlichen Gemeindegrenze in die Oder mündet. Südöstlich erhebt sich der Hůrka (Hurkaberg, 382 m). Durch den Ort führt die Staatsstraße 4810 von Odry nach Starý Jičín.
Nachbarorte sind Mankovice (Mankendorf) und Suchdol nad Odrou (Zauchtel) im Norden, Bernartice nad Odrou (Barnsdorf) und Šenov (Schönau) im Osten, Starý Jičín (Alttitschein) im Südosten, Dub (Daub) im Südwesten, Vražné (Petersdorf) sowie Odry (Odrau) im Nordwesten.

## Geschichte
Der Ort wurde um 1169 als Besitz des Benediktinerklosters Raigern gegründet. Der Name Deutsch Jaßnik erscheint schon in den ältesten Urkunden. Anfang des 18. Jahrhunderts hatte Rudolf von Witten ein kleines Barockschloss als Herrensitz in der Nähe des herrschaftlichen Gutes errichten lassen. Dazu gehörten ein Meierhof, ein Bräuhaus und ein Park mit großem Schlossteich (das Schloss ist auch heute noch gut erhalten). Der Ort liegt an der Bahnlinie Wien–Krakau, der 1846 eröffneten sogenannten Kaiser Ferdinands-Nordbahn. Die Kirche Maria Himmelfahrt (aus der Zeit vor 1383) war 1560–1624 evangelisch. 1752 wurde sie barock umgestaltet und im 19. Jahrhundert umgebaut. Haupterwerbszweig war die Landwirtschaft. Die herrschaftliche Brennerei wurde ab 1829 als Likör- und Essigfabrik genutzt. 1831 erwarb Franz Hubert Stücker von Weyershof die Grundherrschaft. Der größte gewerbliche Betrieb war die herrschaftliche Dampfmühle. Über die Grenzen des Dorfes hinaus bekannt war auch der Sauerbrunn, eine mineralhaltige Quelle. 1930 lebten in der Gemeinde 1.102 Deutsche, 104 Tschechen und 12 Ausländer.
Nach dem Münchner Abkommen wurde der Ort dem Deutschen Reich zugeschlagen und gehörte bis 1945 zum Landkreis Neu Titschein. 1957 wurde Hrabětice eingemeindet, 1975 Polouvsí sowie 1976 Blahutovice und Hůrka.
In jüngster Zeit wurden die kulturellen Anstrengungen der Verbandsgemeinde bei der Teilnahme am nationalen Wettbewerb „Dorf des Jahres 2013“ des Ministeriums für Regionalentwicklung in Prag mit dem „Goldenen Band“ ausgezeichnet. Im Jahr 2014 nahm Jeseník nad Odrou am Wettbewerb Europäischer Dorferneuerungspreis teil.

## Gemeindegliederung
Die Gemeinde Jeseník nad Odrou besteht aus den Ortsteilen Blahutovice (Blattendorf), Hrabětice (Grafendorf), Hůrka (Hurka), Jeseník nad Odrou (Deutsch Jaßnik) und Polouvsí (Halbendorf). Grundsiedlungseinheiten sind Blahutovice, Dolní Mlýn, Hrabětice, Hůrka, Jeseník nad Odrou und Polouvsí.
Das Gemeindegebiet gliedert sich in die Katastralbezirke Blahutovice, Hrabětice nad Odrou, Hůrka, Jeseník nad Odrou und Polouvsí.

## Sehenswürdigkeiten
- Barockschloss
- Kirche Mariä Himmelfahrt auf einem Hügel in der Nähe des Dorfes
- Statue von St. Johannes von Nepomuk auf dem Dorfplatz
- Kruzifix in der Kirche
- Naturdenkmal Mäander im Odertal

## Söhne und Töchter der Gemeinde
- Joseph Hauptmann (1882–1929), deutscher Mundartdichter
- Alfred Wolf (* 1931), deutscher Jurist, Ministerialdirigent und Autor

## Standort für Großprojekte
Im Jahr 1940 erschien eine Kommission des Reichsverkehrsministeriums aus Berlin zur Erkundung einer Trasse des damals durch das Ortsgebiet geplanten Oder-Donau-Kanals.
In den 1970er Jahren wurde der Ortsteil Blahutovice als ein möglicher Standort für den Bau eines Kernkraftwerkes ausgewählt. Dieser Plan wurde nach 1989 fallen gelassen. Jedoch wurde der Ort im Jahr 2009 trotz Bürgerprotesten als möglicher Standort eines mit Helium gekühlten Schnellen Brüters (Projekt Allegro) benannt.